# Vlaho Pavlić
Vlaho Pavlić (Dubrovnik, 22. siječnja 2005.), hrvatski je vaterpolist, nastupa na položaju lijevog krila, član seniorske momčadi Jug AO i hrvatske reprezentacije.

## Klupska karijera
Pavlić je ponikao u omladinskom pogonu Juga iz Dubrovnika. Nakon uspjeha u mlađim kategorijama, priključen je seniorskoj momčadi. U polufinalu Prvenstva Hrvatske 2025. godine protiv Mladosti, jedan je od strijelaca Juga s tri gola.

## Reprezentativna karijera
Pavlić je bio član Hrvatske U‑19 reprezentacije koja je na Europskom prvenstvu u Bugarskoj 2024. osvojila svoju prvu zlatnu medalju u toj kategoriji. Bio je najbolji strijelac turnira s 22 pogotka. Nakon toga je pozvan u A-reprezentaciju i nastupio na Svjetskom kupu u Podgorici u travnju 2025., gdje je postigao dva pogotka u utakmici za treće mjesto protiv Mađarske kao dio momčadi koja je na kraju završila četvrta. Pavlić je u lipnju 2025. sudjelovao na Svjetskom prvenstvu U‑20 u Zagrebu. Bio je vodeći strijelac turnira s 30 golova u šest utakmica te je time osvojio naslov najboljeg strijelca.

## Stil igre
Pavlić se ističe snažnim šutom i aktivnom igrom na lijevoj strani napada. Kao igrač koji je odrastao u sustavu Juga, pokazuje dobru tehniku, kondicijsku pripremljenost i odlučnost u ključnim trenucima utakmice.